# Pollastre Gōng Bǎo
El pollastre Gōng Bǎo (xinès tradicional: 宮保雞丁, xinès simplificat: 宫保鸡丁, pinyin: Gōng bǎo jī dīng), també conegut com a pollastre Kung Pao, és un plat tradicional de la gastronomia de la província de Sichuan, a la Xina. Es tracta d'un plat de pollastre amb verdures, bitxo i cacauets. La recepta tradicional porta també pebre de Sichuan.
Tot i ser un plat típic de Sichuan, actualment s'ha estès per la Xina i el món. Ara bé, les variants de la recepta de fora de la província de Sichuan solen ser menys picants.

## Història

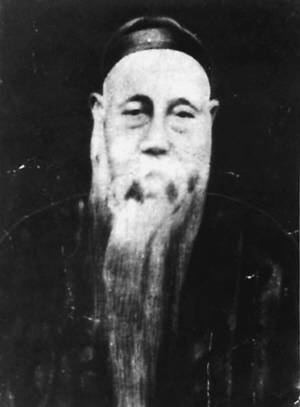
Ding Baozhen, el funcionari xinès del qual el plat pren nom.

Es creu que el plat pren el nom del funcionari de finals de la dinastia Qing Ding Baozhen (1820–1886), governador de la província de Sichuan. El seu títol era el de Gōngbǎo (xinès tradicional: 宮保, xinès simplificat: 宫保, pinyin: Gōngbǎo, Wade-Giles: Kung¹-pao3, literalment 'guardià del palau') terme del qual el plat pren el nom. La llegenda explica que foren els habitants de la província els qui, sabent que arribava un nou governador amant del pollastre i el picant, crearen el plat. Durant la Revolució Cultural el nom del plat esdevingué políticament incorrecte a causa de la seva associació amb Ding Baozhen. Degut a això, el plat es va reanomenar com a pollastre Hóngbǎo (xinès tradicional: 紅寶雞丁, xinès simplificat: 红宝鸡丁, pinyin: Hóng bǎo jī dīng, literalment 'daus de pollastre tresor vermell') per paral·lelisme amb el Petit llibre roig (xinès tradicional: 紅寶書, xinès simplificat: 红宝书, pinyin: Hóngbǎoshū) de Mao. Fora de la Xina sovint s'ha confós el "bǎo" del nom amb el caràcter 炮 (bāo), que vol dir "fregit ràpid", creient així que el nom posat durant la revolució cultural volia dir "pollastre fregit ràpid" (obviant però la presència del caràcter hóng). El nom pollastre Hóngbǎo es va mantenir fins a la seva rehabilitació política als anys 1980 per les reformes de Deng Xiaoping.

## Preparació

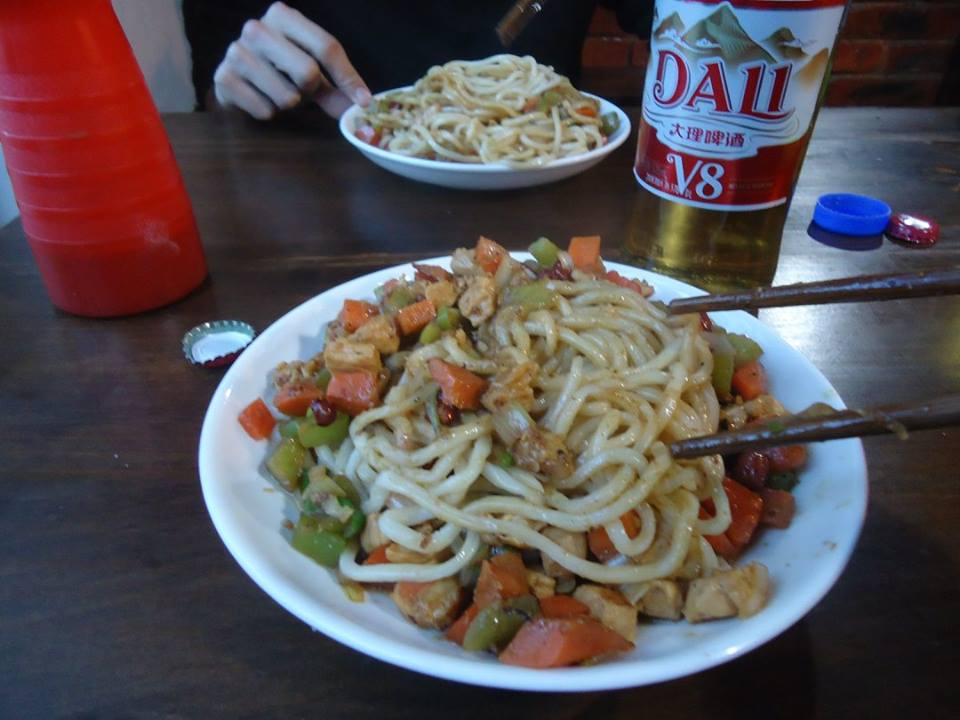
Dos plats de gōng bǎo jī dīng lāo miàn (fideus amb pollastre gōng bǎo).

Com la majoria de plats xinesos, pot servir-se per si sol o bé en forma de gài fàn (sobre arròs bullit), chǎo fàn (amb arròs saltat) o lāo miàn (sobre fideus), entre d'altres.

## Popularització
Es tracta d'un plat molt popular tant a la Xina com a molts països occidentals, on hi ha arribat tradicionalment de mans d'immigrants xinesos. A la Xina es pot trobar pràcticament a tot arreu a preus assequibles. A la resta del món la recepta sol ser menys picant que la original i rarament inclou pebre de Sichuan.
També es poden trobar, sobretot a països occidentals, variacions no genuïnes del plat amb altres ingredients principals en substitució del pollastre, com ara gambes.